# Meute (fanfare)
Pour les articles homonymes, voir Meute.
Meute (également typographié MEUTE) est une fanfare allemande de techno, originaire de Hambourg. Composé de onze musiciens (percussions, cuivres et saxophones), le groupe reprend et arrange des œuvres techno, house et deep house par des DJ connus, les augmentant avec des rythmes électroniques créés par des instruments de fanfare. Ce faisant, ils cherchent à créer « un nouveau genre en combinant une techno de conduite hypnotique et une musique de fanfare expressive », « détachant ainsi la musique électronique des platines du DJ ».
Meute a fait des tournées en Europe, en Amérique et en Afrique australe et s'est produit dans une variété de lieux, notamment des rues de villes, des festivals de musique et des salles de concert classiques. 

## Histoire
Le groupe Meute est formé par le trompettiste Thomas Burhorn à Hambourg en 2015. Le groupe perce début 2016, lorsque leur vidéo pour la chanson Rej par le duo de DJ berlinois Âme devient un succès viral sur les réseaux sociaux. En une semaine, leur interprétation de la chanson deep house cumule plus de 400 000 vues sur YouTube.
Après la sortie de leur premier album Tumult à la mi-2017, Meute tourne dans des clubs de musique en Allemagne, en Autriche, en Suisse, en France et au Luxembourg. Au total, le groupe donne plus de 150 concerts au cours de ses deux premières années d'existence. En 2018, Meute participe aux célèbres festivals ESNS et SXSW, terminant l'année comme l'un des groupes de festivals les plus réservés en Europe.
En plus des concerts officiels, Meute donne des concerts inopinés dans plusieurs villes. En juin 2018, une de ces performances à Berlin attire une large attention lorsqu'une vidéo du groupe interprétant sa chanson You & Me (Flume Remix) devient virale. En février 2021, la vidéo compte plus de 50 millions de vues sur YouTube, ce qui en fait la vidéo du groupe la plus regardée. L'apparition inopinée de Meute en octobre 2018 à Rome attire l'attention sur leur single Hey Hey (Dennis Ferrer Remix) d'une manière similaire.
Les arrangements de Meute gagnent la reconnaissance des artistes dont ils reprennent les chansons. Ainsi, en 2017, Meute et Laurent Garnier, dont le titre The Man with the Red Face a été repris par le groupe, font une apparition conjointe au Festival Yeah ! En France. Puis en 2018, Meute et Stephan Bodzin montent ensemble sur scène au Festival Reperkusound à Lyon.
Début 2019, dans le cadre de sa tournée « Europe 2019 », le groupe parcourt quarante villes à travers quatorze pays. Plus tard dans la même année, le groupe donne des concerts en Afrique du Sud et en Eswatini avec l'aide du Goethe-Institut.
Meute entreprend sa première tournée nord-américaine en octobre 2019, avec 14 représentations aux États-Unis et au Canada.
En octobre 2019, Meute sort son premier album live, Meute Live in Paris, enregistré en mars 2019 au Trianon à Paris. Le disque se compose de 14 chansons précédemment sorties en single ou sur album, ainsi que de trois titres inédits.
De plus, Meute soutient des projets de Musiciens sans frontières avec l'aide de Musik Bewegt, une organisation philanthropique allemande cherchant à utiliser la musique pour apporter des progrès à l'éducation, l'intégration, la santé et la jeunesse,.

## Style musical
Le style musical de Meute est basé sur des tubes techno, house et deep house. Ils considèrent que leurs reprises ou arrangements sont « retravaillés ». Ces œuvres sont réarrangées par les musiciens de Hambourg et adaptées aux instruments du groupe. Par la combinaison de la techno et des instruments de fanfare acoustique, Meute rend la musique électronique visible et combine ces deux styles de musique allemands. Le journal national allemand Die Zeit décrit le groupe comme apportant une touche unique aux deux genres, dans la mesure où « [l]a monotonie hypnotique de la musique électronique est conservée, mais les sons stériles de la machine sont remplacés par des instruments à vent avec une sonorité plus chaude ». Selon le Frankfurter General Magazine, le résultat sonne « Symphonique. Comme un hymne. Orchestral »[réf. nécessaire].
Le groupe joue en acoustique ou en amplifié sur les grandes scènes des festivals, dans les clubs techno et dans la rue. La nature de leur musique à l'intersection des genres a également conduit Meute à se produire dans des décors classiques tels que l'Opéra d'État de Hambourg et la Vienna Concert House.

## Discographie

### Albums studio
- 2017 : Tumult
- 2019 : Live à Paris
- 2020 : Puls
- 2022 : Taumel
- 2024 : Empor

### Singles
- 2016 : Rej' (Âme)
- 2016 : Mental Help (Gonçalo)
- 2016 : Kerberos (Stephan Bodzin et Marc Romboy)
- 2016 : Underground (Nick Curly / Dennis Ferrer)
- 2017 : The Man with the Red Face (Laurent Garnier)
- 2017 : Acamar (Frankey and Sandrino)
- 2018 : Miss You (Trentemøller)
- 2018 : You and Me (Disclosure, Flume Remix)
- 2018 : Hey Hey (Dennis Ferrer)
- 2018 : You and Me (live)
- 2019 : Gula (Deadmau5)
- 2019 : Araya (Fatima Yamaha)
- 2019 : Customer is King (Solomun)
- 2019 : Rushing Back (Flume, avec Vera Blue)
- 2019 : Panda (Oscar House)
- 2020 : Slip (Deadmau5)
- 2020 : Zig Zag (NTO)
- 2020 : What Else is There? (Röyksopp)
- 2021 : Weirdo (avec ÄTNA)
- 2021 : Intentional Dweeb (EDDIE)
- 2021 : Expanse
- 2022 : Peace
- 2022 : Boavista (Stephan Bodzin)
- 2022 : Hanuman (Giorgia Angiuli)
- 2022 : Infinite
- 2022 : Places (The Blaze)
- 2022 : Slow Loris
- 2022 : Solar Detroit (Maceo Plex)
- 2022 : Nostalgia Drive (No Mana)
- 2022 : Bridged By A Lightwave (Deadmau5)
- 2022 : Infinite (ATOEM Remix)
- 2022 : Narkose (Midas 104)
- 2023 : Sail (Awolnation)
- 2023 : Verden (avec pølaroit)
- 2023 : The Coup (avec Henrik Schwarz)
- 2023 : Come Together (Henrik Schwarz)
- 2023 : Hypnose (Future Edit, BO de Babylon Berlin)
- 2023 : Aurora
- 2024 : Anti Loudness (Toto Chiavetta)
- 2024 : Vermis